# Dialytes ulkei
Dialytes ulkei är en skalbaggsart som beskrevs av Horn 1875. Dialytes ulkei ingår i släktet Dialytes och familjen Aphodiidae. Inga underarter finns listade i Catalogue of Life.